# Atelopus planispina
Atelopus planispina är en groddjursart som beskrevs av Jiménez de la Espada 1875. Atelopus planispina ingår i släktet Atelopus och familjen paddor. IUCN kategoriserar arten globalt som akut hotad. Inga underarter finns listade.